# Roscoe Orman

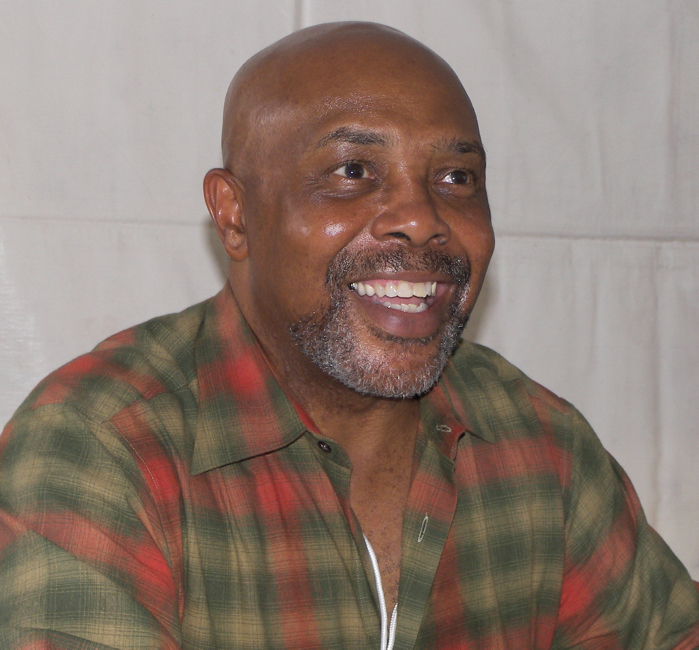
Roscoe Orman auf dem Texas Book Festival 2007

Roscoe H. Orman (* 11. Juni 1944 in New York City, New York, USA) ist ein US-amerikanischer Schauspieler und Autor.

## Karriere
1962 war Orman in dem Stück If We Grew Up erstmals im Theater zu sehen. Es folgten zahlreiche weitere Bühnenauftritte in verschiedenen Theatern. 1973 gab Orman sein Filmdebüt in dem Film Willie Dynamite, in dem er die Titelfigur spielte. 1974 übernahm Orman die Rolle des Gordon Robinson in der Kindersendung Sesamstraße, die er bis 2016 spielte. Er war der dritte Darsteller nach Matt Robinson und Hal Miller, der diese Rolle verkörperte. Orman war auch in mehreren Sesamstraßen-Filmen zu sehen, unter anderem in Bibos abenteuerliche Flucht und Elmo im Grummelland. Auch Ormans Sohn Miles Orman wirkte in der Sesamstraße als Gordons Sohn Miles Robinson mit. Darüber hinaus war Orman in zahlreichen Serien zu sehen, darunter Kojak – Einsatz in Manhattan, Law & Order und Sex and the City. 2006 erschienen Ormans Memoiren unter dem Titel Sesame Street Dad: Evolution of An Actor. 2007 erschien sein Kinderbuch Ricky and Mobo.

## Filmografie
- 1974: Willie Dynamite als Willie Dynamite
- 1974–2016: Sesamstraße (Sesame Street) als Gordon Robinson
- 1976: All My Children als Tyrone
- 1977: Kojak – Einsatz in Manhattan (Kojak) als Lieutenant Connors
- 1985: Bibos abenteuerliche Flucht (Follow that Bird) als Gordon Robinson
- 1999: Cosby als Mr. Mason
- 1999: Elmo im Grummelland (The Adventures of Elmo in Grouchland) als Gordon Robinson
- 2001/2004: Law & Order als Mr. Cameron
- 2002: Sex and the City
- 2008: Law & Order: New York als Bryant Davis

## Privat
Orman ist verheiratet und hat vier Kinder.